# Мурадымово (Бижбулякский район)
Мурадымово (баш. Мораҙым) — деревня в Бижбулякском районе Башкортостана, относится к Сухореченскому сельсовету.
С 2005 современный статус.

## История
Статус деревня, сельского населённого пункта, посёлок получил согласно Закону Республики Башкортостан от 20 июля 2005 года N 211-з «О внесении изменений в административно-территориальное устройство Республики Башкортостан в связи с образованием, объединением, упразднением и изменением статуса населенных пунктов, переносом административных центров», ст.1:

6. Изменить статус следующих населенных пунктов, установив тип поселения - деревня:
 
5)  в Бижбулякском районе:…

т) поселка Мурадымово Сухореченского сельсовета

## Население
| 2002 | 2009 | 2010 |
| ---- | ---- | ---- |
| 257  | ↘242 | ↘198 |

Национальный состав
Согласно переписи 2002 года, преобладающие национальности — башкиры (48 %), татары (28 %)

## География
Расстояние до:
- районного центра (Бижбуляк): 44 км,
- центра сельсовета (Сухоречка): 12 км,
- ближайшей ж/д станции (Приютово): 31 км.

## Религия
В деревне есть мечеть.